# Alejandra Palacios Prieto
Alejandra Palacios Prieto es una economista mexicana, comisionada presidenta de la Comisión Federal de Competencia Económica (Cofece) entre septiembre de 2013 y septiembre de 2021.

## Trayectoria
Alejandra Palacios tiene una maestría en administración de empresas y una licenciatura en economía del Instituto Tecnológico Autónomo de México (ITAM). También posee una maestría en administración pública y políticas públicas del Centro de Investigación y Docencia Económicas (CIDE). Ha escrito varios libros en la materia.
Fue directora de proyectos de buen gobierno en el Instituto Mexicano para la Competitividad, A.C., un grupo de expertos en política pública mexicana, donde fue responsable de proyectos de investigación en las áreas de regulación económica, compras públicas y telecomunicaciones, entre otros. También se desempeñó como consultora para la ex Comisión Federal de Telecomunicaciones y el Instituto Mexicano del Seguro Social, principalmente enfocada en llevar a cabo proyectos de investigación y evaluación derivados de acuerdos de colaboración entre estas instituciones y la OCDE.
El 10 de septiembre del 2013 inició su cargo como presidenta de la Comisión Federal de Competencia Económica (Cofece). En agosto de 2021, notificó al Senado mexicano que, debido a "razones estrictamente familiares", su salida como comisionada de Cofece el 10 de septiembre de 2021, un día después del fin de su Presidencia al frente del organismo.